# Cogtcecij járás
Cogtcecij járás (mongol nyelven: Цогтцэций сум) Mongólia Dél-Góbi tartományának egyik járása. Területe 7250 km². Népessége 2642 fő (2009), fő (2020)
Székhelye, Barún (Баруун) 120 km-re fekszik Dalandzadgad tartományi székhelytől.